# 富山県高等学校一覧
| 総数                    | 53校             |
| 国立                    | なし             |
| 公立                    | 43校             |
| 私立                    | 10校             |
| 教育委員会所在地        | 〒930-8501       |
| 富山県富山市新総曲輪1-7 |                  |
| 公式サイト              | 富山県教育委員会 |

富山県高等学校一覧（とやまけんこうとうがっこういちらん）は、富山県にある高等学校の一覧。
富山県は日本で唯一中高一貫校がない都道府県であったが、2008年（平成20年）に県内初の中高一貫校として片山学園中学校・高等学校が開校している。2019年（令和元年）に片山学園初等科が開校し、小中高一貫教育を提供している。
全日制課程の存在しない高等学校については、定時制は「○○高等学校｛定時制｝」通信制は「○○高等学校｛通信制｝」定時制・通信制共に存在する場合は、定時制表記で記載する。

## 公立高等学校
- 全ての学科で、通学区域は県下一円である。[1]

### 新川学区

#### 魚津市
- 富山県立魚津高等学校
- 富山県立魚津工業高等学校
- 富山県立新川みどり野高等学校｛定時制｝

#### 黒部市
- 富山県立桜井高等学校

#### 滑川市
- 富山県立滑川高等学校

#### 下新川郡
- 富山県立入善高等学校（入善町）

#### 中新川郡
- 富山県立雄山高等学校（立山町）
- 富山県立上市高等学校（上市町）

### 富山学区

#### 富山市
- 富山県立呉羽高等学校
- 富山県立富山高等学校
- 富山県立富山中部高等学校
- 富山県立富山西高等学校
- 富山県立富山東高等学校
- 富山県立富山北部高等学校
- 富山県立富山南高等学校
- 富山県立八尾高等学校
- 富山県立中央農業高等学校
- 富山県立富山いずみ高等学校
- 富山県立富山工業高等学校
- 富山県立富山商業高等学校
- 富山県立雄峰高等学校｛定時制｝

### 高岡学区

#### 射水市
- 富山県立新湊高等学校
- 富山県立大門高等学校
- 富山県立小杉高等学校

#### 高岡市
- 富山県立高岡高等学校
- 富山県立高岡南高等学校
- 富山県立福岡高等学校
- 富山県立高岡工芸高等学校
- 富山県立高岡商業高等学校
- 富山県立伏木高等学校
- 富山県立志貴野高等学校｛定時制｝

#### 氷見市
- 富山県立氷見高等学校

### 砺波学区

#### 小矢部市
- 富山県立石動高等学校
- 富山県立小矢部園芸高等学校｛定時制｝
- 富山県立となみ野高等学校｛定時制｝

#### 砺波市
- 富山県立砺波高等学校
- 富山県立砺波工業高等学校

#### 南砺市
- 富山県立南砺福野高等学校
- 富山県立南砺平高等学校

## 私立高等学校

### 魚津市
- 新川高等学校

### 富山市
- 片山学園高等学校
- 高朋高等学校
- 富山国際大学付属高等学校
- 富山第一高等学校
- 不二越工業高等学校
- 龍谷富山高等学校

### 高岡市
- 高岡向陵高等学校
- 高岡第一高等学校
- 高岡龍谷高等学校